# دير سيدة اللويزة
دير سيّدة اللويزة هو دير يقع في قرية ذوق مصبح اللبنانية؛ بناه سليل البطاركة الموارنة الشيخ سلهب الحاقلاني سنة 1682 من ماله الخاص وجعله مُقاما للرهبان.